# Б
Б, б は、キリル文字のひとつ。ギリシャ文字の Β（ベータ）に由来し、ラテン文字の B に相当する文字である。また、対応するグラゴル文字は Ⰱ（ブーキ）である。

## 由来
ギリシア文字の Β（ベータ）の筆記体に由来する。ベータは古ギリシア語で [b] と発音され、新ギリシア語で [v] と発音された。ベータはフェニキア文字の 𐤁（ベート）に起源を持つ。

## 呼称
- ウクライナ語：ベー
- キルギス語：ベー
- ブルガリア語: бъ（ブ）
- ロシア語: бэ（ベー）

## 音素
原則として /b/ を表す。
ロシア語やブルガリア語では、単語の末尾、または無声子音の前では、無声の [p] となる。また、口蓋化母音の前では口蓋化し、/bʲ/ となる。

## 位置
ウクライナ語、セルビア語、ブルガリア語、ベラルーシ語、マケドニア語、ロシア語の第2字母である。

## Бに関わる諸事項
キリル文字の В は別字であり、/v/ を表す。

## 符号位置
| 大文字 | Unicode | JIS X 0213 | 文字参照        | 小文字 | Unicode | JIS X 0213 | 文字参照        | 備考 |
| ------ | ------- | ---------- | --------------- | ------ | ------- | ---------- | --------------- | ---- |
| Б      | U+0411  | 1-7-2      | &#x411; &#1041; | б      | U+0431  | 1-7-50     | &#x431; &#1073; |      |